# Andreas Rett

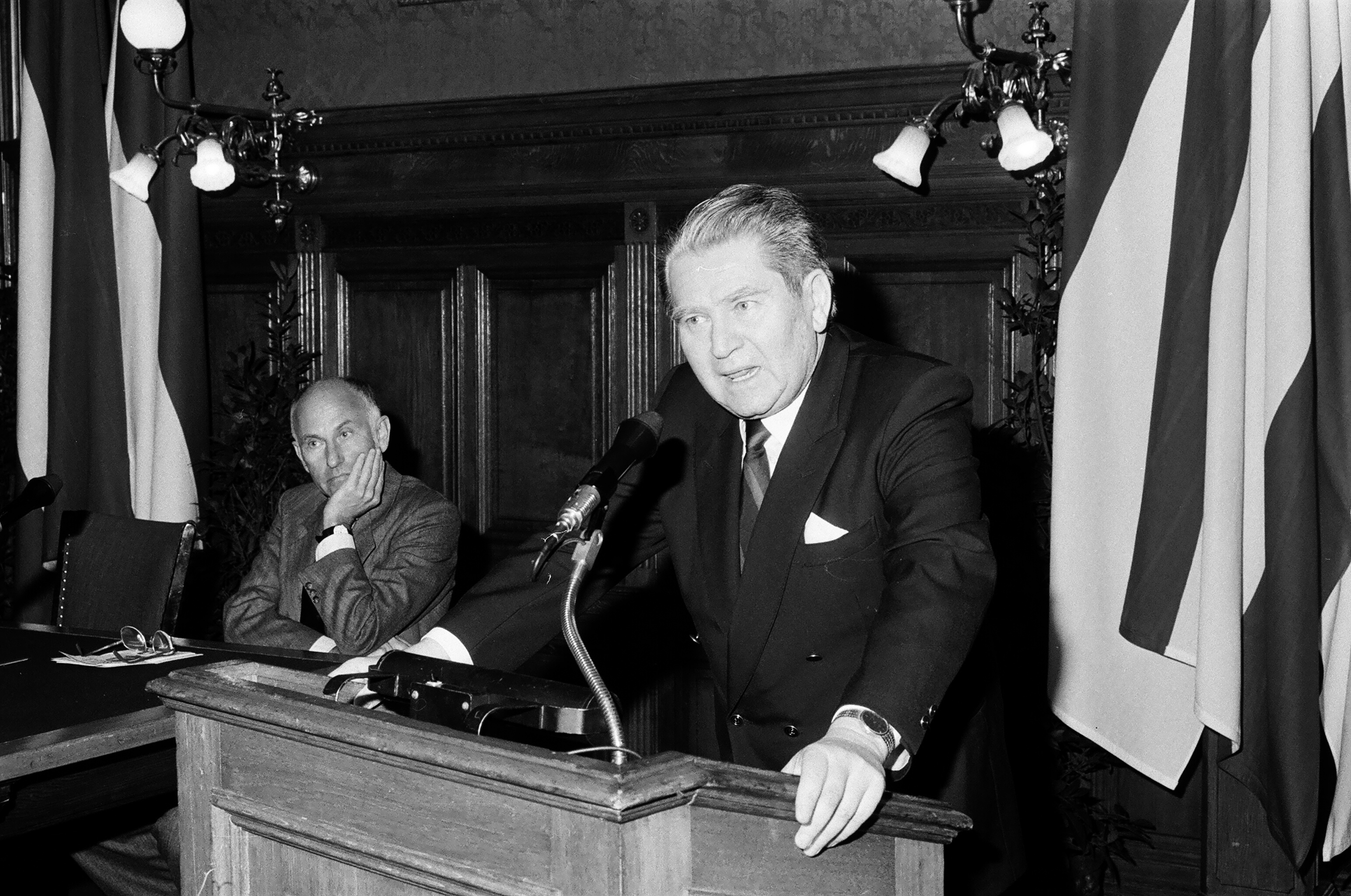
Andreas Rett en 1987.

Andreas Rett, né le 2 janvier 1924 à Fürth en Bavière, et mort le 25 avril 1997 à Vienne est un neuropédiatre et écrivain autrichien.

## Activités
Andreas Rett achève ses études de médecine en 1949 à Innsbruck, puis exerce dans cette ville, ainsi qu'à Vienne et Zurich.
Il crée à Vienne en 1963, avec Fritz Muster, le premier atelier protégé pour adolescents névrosés.
En 1966 Rett publie la première description du syndrome qui porte son nom, une maladie génétique neurologique,.
Il s'est beaucoup impliqué en faveur des enfants handicapés et pour leurs droits tant sur les plans physique que psychique et mental.

## Distinctions
Andreas Rett a été plusieurs fois distingué pour ses travaux, notamment par :
- la médaille du mérite de la république d'Autriche en 1989.
- le prix Karl Renner